# Santa Lucía (Colombia)
Santa Lucía è un comune della Colombia facente parte del dipartimento dell'Atlantico.

## Storia
Il centro abitato venne fondato da Luisa Guerrero Hormanza nel 1874, mentre l'istituzione del comune è del 1940.